# Otto the Barbarian
Otto the Barbarian (Originaltitel Otto Barbarul) ist ein Filmdrama von Ruxandra Ghițescu, das Mitte August 2020 beim Sarajevo Film Festival seine Premiere feierte, wo die belgisch-rumänische Koproduktion für das Herz von Sarajevo nominiert ist.

## Handlung
Der 17-jährige Otto lebt am Stadtrand von Bukarest und trägt einen auffälligen Iro. Als es zum Tod seiner Freundin Laura kommt, muss der junge Punk sich nicht nur mit deren Verlust auseinandersetzen, es kommt auch zu einer Untersuchung des Vorfalls. Der Sozialarbeiter Costin versucht einen Weg zu finden, zu dem Jugendlichen durchzudringen.

## Produktion
Ruxandra Ghițescu gibt mit dem Film ihr Regiedebüt bei einem Spielfilm. Das Drehbuch entwickelte sie 2016 im Rahmen von Berlinale Talents. Während der Suche nach geeigneten Geschichten war die Filmemacherin auf die eines jungen Punks gestoßen. Sie hatte das Interview mit Otto, der eigentlich Octavian Albu heißt, einige Jahre zuvor in einer Zeitschrift gefunden, traf sich mit ihm und wollte mehr über die Punk-Bewegung wissen. Albu war auch während der Dreharbeiten anwesend. Nach Abschluss seines Philosophiestudiums studiert Albu Tontechnik an der Nationaluniversität der Theater- und Filmkunst.
Marc Titieni beziehungsweise Marc Simion Titieni, der Sohn der Schauspieler Adrian Titieni und Adriana Irimescu, übernahm die Titelrolle von Otto. Die Dreharbeiten fanden im Frühjahr 2019 statt, so im Colegiului Național „Sfântul Sava“ in Bukarest. Als Kamerafrau fungierte Ana Drăghici.
Der Film wurde Mitte August 2020 beim Sarajevo Film Festival erstmals gezeigt. Die Online-Ausgabe erfolgte über die hauseigene Festival-VoD-Plattform. Ende Juli 2021 wird er beim Transilvania International Film Festival vorgestellt.

## Auszeichnungen
CinÉast – The Central and Eastern European Film Festival 2020
- Nominierung im Hauptwettbewerb[12]

Festival Les Films de Cannes à Bucarest 2019
- Auszeichnung in der Works in Progress Section[13]

Sarajevo Film Festival 2020
- Nominierung als Bester Film für das Herz von Sarajevo
- Nominierung für den Audentia Award[14][15]

Premiilor Gopo 2022
- Nominierung als Bester Spielfilm
- Nominierung für die Beste Regie (Ruxandra Ghițescu)
- Nominierung für das Beste Drehbuch (Ruxandra Ghițescu)
- Nominierung als Bester Debütfilm (Ruxandra Ghițescu)
- Nominierung für die Beste männliche Nebenrolle (Iulian Postelnicu)
- Nominierung für die Beste weibliche Nebenrolle (Ioana Bugarin)
- Nominierung für die Beste weibliche Nebenrolle (Ioana Flora)
- Nominierung als Bester Nachwuchs (Marc Titieni)
- Nominierung für die Beste Kamera (Ana Drăghici)
- Nominierung für den Besten Schnitt (Dana Lucreţia Bunescu)
- Nominierung für die Beste Filmmusik (Octavian Albu „Otto“, Kardinal)
- Nominierung für die Besten Kostüme (Malina Ionescu)
- Nominierung für das Beste Make-up und die besten Frisuren (Gabriela Gociu und Manuela Tudor)[16]

Transilvania International Film Festival  2021
- Auszeichnung als Bester Film der Romanian Days (Ruxandra Ghiţescu)[17]